# 알렉스 (마다가스카)
《알렉스》는 《마다가스카》에 등장하는 사자이다. 성우는 김승준(KBS), 성완경, 송강호 설정상 신장 233cm에 체중 220kg이다.